# Prix James Flack Norris
Le Prix James Flack Norris (en anglais : James Flack Norris Award) est une récompense, remise par la Northeastern Section of the American Chemical Society (NESACS), pour une contribution exceptionnelle dans le domaine de l'enseignement de la chimie. Il est le premier prix de ce genre aux États-Unis, créé en 1950 afin d'honorer la mémoire de James Flack Norris, professeur de chimie au Massachusetts Institute of Technology. 
Depuis 1965, la NESACS décerne également le James Flack Norris Award in Physical Organic Chemistry (JFNAPOC), afin d'encourager et récompenser les contributions exceptionnelles dans le domaine de la chimie organique physique.

## Liste des lauréats
Ci-dessous la liste des lauréats depuis l'institution de la récompense en 1951

### 1951 à 1969
- 1951 George Shannon Forbe
- 1953 John Xan
- 1955 Harry Nicholls Holmes
- 1956 Norris Watson Rakestraw
- 1957 Emma Perry Carr, Mary Lura Sherrill, Farrington Daniels
- 1959 Herman Irving Schlesinger et Louis Frederick Fieser
- 1960 Louis Plack Hammett
- 1961 Joel Henry Hildebrand
- 1962 Ralph Lloyd Shriner
- 1963 Avery Allen Ashdown
- 1964 James Arthur Campbell et Lawrence Edward Strong
- 1965 Walter John Moore
  - JFNAPOC  Christopher K. Ingold
- 1966 John Arrend Timm et Edgar Bright Wilson
  - JFNAPOC  Louis P. Hammett
- 1967 Edward Lauth Haenisch
  - JFNAPOC  Saul Winstein
- 1968 Samuel Edward Kamerling et William Campbell Root
  - JFNAPOC  George S. Hammond
- 1969 Joseph Edward Mayer
  - JFNAPOC  Paul D. Bartlett

### 1970 à 1989
- 1970 Hubert Newcombe Alyea
  - JFNAPOC  Frank Westheimer (en)
- 1971 Charles Lester Bickel
  - JFNAPOC  Cheves Walling
- 1972 Saul Gerald Cohen
  - JFNAPOC  Stanley J. Cristol
- 1973 Eugene George Rochow
  - JFNAPOC  Kenneth B. Wiberg
- 1974 Grant Hopkins Harnest
  - JFNAPOC  Gerhard L. Closs
- 1975 Leonard Kollender Nash
  - JFNAPOC  Kurt M. Mislow
- 1976 Malcolm Mackenzie Renfrew
  - JFNAPOC  Howard E. Zimmerman
- 1977 Anna Jane Harrison
  - JFNAPOC  Edward M. Arnett
- 1978 Paul Doughty Bartlett et Henry C. McBay
  - JFNAPOC  Jerome A. Berson
- 1979 Harry Hall Sisler
  - JFNAPOC  John D. Roberts
- 1980 Robert C. Brasted
  - JFNAPOC  Ronald Breslow
- 1981 Fred Basolo
  - JFNAPOC  Jay K. Kochi
- 1982 William Thomas Lippincott
  - JFNAPOC  Andrew Streitwieser, Jr.
- 1983 Bassam Z. Shakhashiri
  - JFNAPOC  Glen A. Russell
- 1984 Henry A. Bent
  - JFNAPOC  Michael J. S. Dewar
- 1985 Derek A. Davenport
  - JFNAPOC  Paul G. Gassman
- 1986 Glenn A. Crosby
  - JFNAPOC  John I. Brauman
- 1987 Joseph B. Lambert
  - JFNAPOC  Paul von Ragué Schleyer
- 1988 Dana W. Mayo et Ronald M. Pike
  - JFNAPOC  Nicholas J. Turro
- 1989 Jerry R. Mohrig
  - JFNAPOC  William von Eggers Doering (en)

### 1990 à 2009
- 1990 Joseph A. Schwarcz
  - JFNAPOC  Norman L. Allinger
- 1991 John W. Moore
  - JFNAPOC  Kendall N. Houk
- 1992 Jerry A. Bell
  - JFNAPOC  Joseph F. Bunnett
- 1993 Arthur C. Breyer
  - JFNAPOC  Keith U. Ingold
- 1994 Samuel P. Massie
  - JFNAPOC  George M. Whitesides
- 1995 Michael P. Doyle
  - JFNAPOC  William P. Jencks
- 1996 Mary Virginia Orna
  - JFNAPOC  Thomas C. Bruice
- 1997 A. Truman Schwartz
  - JFNAPOC  Julius Rebek, Jr.
- 1998 Angelica M. Stacy
  - JFNAPOC  Peter J. Stang
- 1999 Joseph J. Lagowski
  - JFNAPOC  Barry K. Carpenter
- 2000 Billy Joe Evans
  - JFNAPOC  Martin E. Newcomb
- 2001 Dennis G. Peters
  - JFNAPOC  Josef Michl
- 2002 Zafra Lerman
  - JFNAPOC  Charles H. DePuy
- 2003 David N. Harpp
  - JFNAPOC  Robert G. Bergman
- 2004 Richard N. Zare 
  - JFNAPOC  C. Dale Poulter
- 2005 Morton Z. Hoffman 
  - JFNAPOC  Martin Saunders
- 2006 Brian P. Coppola
  - JFNAPOC  Michael R. Wasielewski
- 2007 Diane M. Bunce
  - JFNAPOC  Ben L. Feringa
- 2008 David K. Gosser, Jr., Jack A. Kampmeier et Pratihba Varma-Nelson
  - JFNAPOC  Dennis A. Dougherty
- 2009 William F. Polik 
  - JFNAPOC Bernd Giese